# Bibliographie sur le mont Athos
Pour un article plus général, voir Mont Athos.
Cette bibliographie sur le mont Athos, non exhaustive, propose une liste d'ouvrages et d'articles classés par thème et, à l'intérieur de chaque thème, du plus ancien au plus récent.

## Généralités
- (en) Robert Curzon, Visits to Monasteries in the Levant, Londres, John Murray, Albermarle street, 1849, 449 p. (lire en ligne)
- Voyage de deux Bénédictins aux monastères du Mont-Athos, D. Placide de Meester Publication : Paris : Desclée, De Brouwer, 1908.
- Lettres du Mont Athos (anonyme), Trad. Anne Kichilov, Éditions Presses de la Renaissance
- Mont Athos Montagne sainte, photographies, textes, choix de citations de Jacques Lacarrière, Paris, P. Seghers (Impr. Sapho), 1954.
- Florilège du Mont Athos, Fabian da Costa, Presses de la Renaissance, Paris, 2005,  (ISBN 2-7509-0040-9).
- Le Mont Athos, la presqu'île des caloyers Emmanuel Amand de Mendieta.Desclée de Brouwer [Bruges et Paris], 1955 complété en 1977 par L'Art au Mont-Athos,

posthume
- Mont Athos : sur les chemins de l'Infini, textes de Jean-Yves Leloup ; photographies de Ferrante Ferranti, P. Rey, 2007.
- Le Mont Athos, merveille du Christianisme byzantin, coll. « Découvertes Gallimard / Religions » (no 331), André Paléologue, Gallimard, 1997
- Une Journée au Mont Athos : François Augieras.
- The monks of Mount Athos, Jacques Valentin, 1960
- Pèlerinage au mont Athos, le jardin de la Vierge, Frère Jean (moine orthodoxe) 1992, Ed.J. Renard. et Pèlerinage au mont Athos avec frère Jean : monastères, kellies, ermitages, frère Jean, Éd. du Berger.
- Athos : la montagne transfigurée, Biès, Jean, Paris : les Deux océans, 1997
- L'envers de la vie : notes du mont Athos, Jean-Louis Poitevin, Nantes : Joseph K., 1995 Impr. en Grèce.
- Revue Archéologia hors série, no 13. Juin 2009.
- Athos, Jean-Louis de Montesquiou, L'Harmattan, 2013.

## Récits de voyageurs
De nombreux voyageurs ont relaté leur voyage au Mont Athos, de Pierre Belon au XVIe siècle à Jacques Lacarrière. Sur Gallica on peut trouver les récits d'un certain nombre d'entre eux : Antonin Proust, Stanislas de Nolhac, Eugène-Melchior de Vogüé, récits parus dans les journaux de l'époque, comme Le Tour du Monde d'Édouard Charton, le Magasin Pittoresque ou la Revue des Deux-Mondes. Ces récits, parfois illustrés, constituent des documents très intéressants sur le Mont Athos au XIXe siècle.
Peu de religieux catholiques sont allés au Mont Athos : deux y ont séjourné : le Père Marie-Joseph Le Guillou, dominicain et le religieux trappiste américain Basil Pennington qui écrivit quelques livres comme Les Moines du Mont Athos  ou O Holy Mountain ! Journal of a Retreat on Mount Athos (Garden City, NY: Doubleday, 1978).
- Abbés de Laporte et de Fontenai, Le voyageur françois, ou La connoissance de l'ancien et du nouveau monde, t. 23, 1777 (lire en ligne), p. 119 et suivantes
- Antonin Proust, Voyage au Mont Athos, 1858 (lire en ligne)
- Eugène-Melchior de Vogüé, Syrie, Palestine, Mont Athos : voyage aux pays du passé, 1876 (lire en ligne)
- Stanislas de Nolhac, La Dalmatie, les îles Ioniennes, Athènes et le mont Athos, 1882 (lire en ligne)
- Olympe Audouard, L'Orient et ses peuplades, 1867 (lire en ligne)
- Dr Zambaco Pacha, Les lépreux du mont Athos in Voyages chez les lépreux, Paris, éd. G. Masson, 1891 (lire en ligne)
- Victor Didron, « Le Mont Athos », Annales archéologiques, Paris, Librairie archéologique de Victor Didron, vol. 4,‎ 1846, p. 80-93 (lire en ligne)
- Victor Didron, « Le Mont Athos : Vatopédi », Annales archéologiques, Paris, Librairie archéologique de Victor Didron, vol. 5,‎ 1846, p. 80-93 (lire en ligne)
- Victor Didron, « Le Mont Athos et le Phalanstère », Annales archéologiques, Paris, Librairie archéologique de Victor Didron, vol. 7,‎ 1847, p. 80-93 (lire en ligne)
- Victor Didron, « Le Couvent de Sainte-Laure au Mont Athos », Annales archéologiques, Paris, Librairie archéologique de Victor Didron, vol. 21,‎ 1861, p. 80-93 (lire en ligne)
- Maurice Feuillet, « Le Mont Athos », Le Mois littéraire et pittoresque,‎ 1900 (lire en ligne)
- Comte B. de Nadaillac, « Le Mont Athos », Le Tour du Monde,‎ 1860 (lire en ligne)
- Édouard Charton, « Index des articles concernant le Mont Athos », Le Magasin pittoresque,‎ 1833-1938 (lire en ligne)
- (en) Basil Pennington, The monks of Mount Athos : a western monk's extraordinary spiritual journey, 1978 (lire en ligne)
- (en italien) Nikolaos Chatzinikolaou, Monte Athos. Il punto più alto della terra, Asterios, Trieste (Italie) 2016,  (ISBN 9788893130042)